# Харьков Лог
Харьков Лог — посёлок в Ленинск-Кузнецком районе Кемеровской области. Входит в состав Краснинского сельского поселения.

## География
Центральная часть населённого пункта расположена на высоте 270 м над уровнем моря.

## Население
| 2010 |
| ---- |
| 64   |

### Половой состав
По данным Всероссийской переписи населения 2010 года, в посёлке проживало 64 человека (32 мужчины, 32 женщины).